# ハルカス300

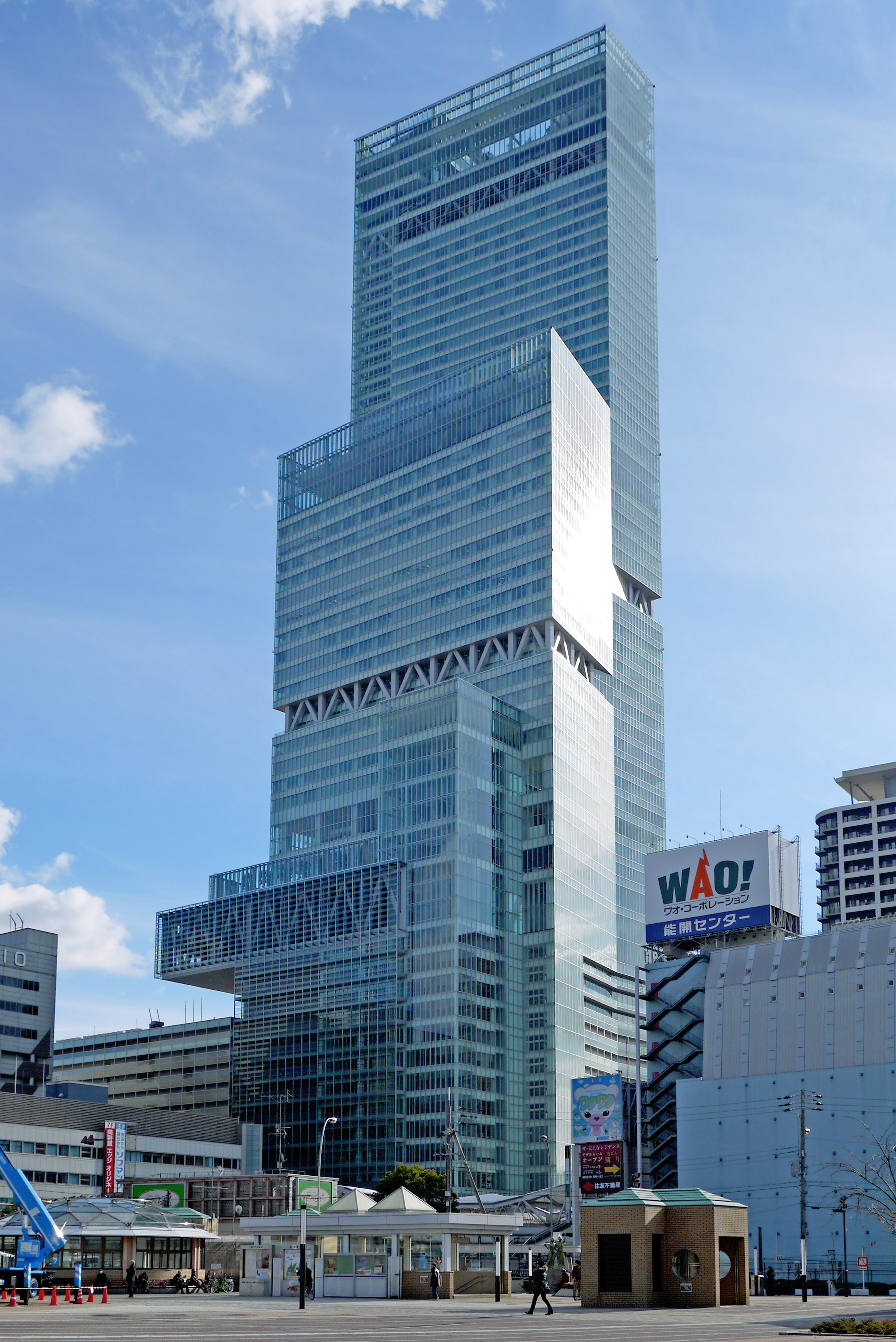
ハルカス300が入居する「あべのハルカス」（2013年5月）

ハルカス300は、大阪府大阪市阿倍野区にある展望台。あべのハルカスの58階から60階に位置する。

## 概要
年中無休で、基本の営業時間を9:00 - 22:00に定めている。営業時間中には、ハルカス側が極度の混雑を見込んだ場合を除いて、入場者に滞在時間の制限を課していない。また、時期によっては、開場時間の繰り上げで営業時間を延長することもある。
なお、以下に記す料金やサービスは、2018年3月時点での情報に基づいている。そのため、今後の状況によっては、変更の可能性がある。

### 特別営業
大阪マリオット都ホテルの宿泊者には、上記の営業開始時間より早く、「早朝特別営業」扱いで「ハルカス300」へ無料で入場できる特典がある（入場時間は季節によって異なる）。
また、教祖祭PL花火芸術・なにわ淀川花火大会の当日には、展望台フロア内から打ち上げ花火の観覧を見込めることから「特別営業」を実施。花火が上がる方向に「特別観覧エリア」を設けるとともに、そのエリアへの観覧希望者に向けて、通常の入場券より高額な「特別入場券」を枚数限定で事前に販売している。ただし、「特別営業」を実施する場合でも、チケットカウンターでは当日入場券を発売。特別入場券以外の入場券を購入した入場者にも、「特別観覧エリア」以外のフロアで花火を観覧することを条件に、「特別営業」の時間帯での入場を認めている。
さらに、オープン後最初の元日であった2015年1月1日には、初日の出の出現を見越した入場者限定の「早朝特別営業」を出現予想時刻の前後 (6:00 - 7:30) に実施。展望台フロア内の観覧エリアからの観覧希望者向けの「レギュラーコース」と、屋上のヘリポート（後述）からの観覧希望者が対象の「プレミアムコース」を設定した上で、枚数限定の「特別入場券」を2014年10月31日から発売した。ちなみに、2015年の元日には、大阪マリオット都ホテルの宿泊者も「レギュラーコース」と同等の扱いで「早朝特別営業」に入場。「早朝特別営業」が終了した7:30には、通常より30分早く一般営業を開始した。

### 入場・退場方法
「ハルカス300」の入退場口は、16階に設けられている。2階・地下1階の北南角にある「ハルカスシャトル」（低層用直通エレベーター）で16階へ移動した上で、ゲート近くにあるハルカス16階チケットカウンターで当日券を購入し、当日券に印刷されているQRコードを改札機タイプの入場ゲートにタッチして入場する。あらかじめネットやくつろぎの森（旧ハルカス2階チケットカウンター→ハルカス300ご案内カウンター）で日時指定券を確保した場合には、指定した時間までに「ハルカスシャトル」で移動し、ハルカス16階チケットカウンターで「入場券」と引き換えれば当日券と同じ方法で入場できる。前述の大阪マリオット都ホテル宿泊者向け早朝営業時は、チェックイン時に渡される入場時間が指定された入場チケットを直接係員に渡して入場する。
入場ゲートの先には、16階（地上80.6m）から60階（地上287.6m）までの間を分速360mで移動する「展望台エレベーター」（高層用直通エレベーター、いずれも三菱電機製）を2基稼働。展望台への移動中には、現在の高度をデジタル映像で表示するほか、宇宙の星をかたどったイルミネーションや光の帯を後部の壁に組み込まれたスクリーンへ次々と映し出している。
59階には退場用のフロアを設置。「ハルカス300」から退場する場合には、展望台エレベーターに乗って、16階の入退場口へ移動する。入退場口を出た後には、「ハルカスシャトル」で下層階に降りるか、入退場口の外にあるエスカレーターで1回の乗り継ぎをはさんで14階（「あべのハルカス近鉄本店タワー館」の最上階）まで移動できる。
東京スカイツリーなどの展望施設と同じく、入場券を入場ゲートへのタッチに使用した場合には、「ハルカス300」をいったん退場するとその券では再び入場できない。1dayチケットの場合は購入時に手に押されるブラックライトに反応するスタンプと1dayチケットを、プレミアムパスの場合は裏面（写真とバーコードがある面）をそれぞれ提示し、新たに入場券を入手し再入場する。

## 施設

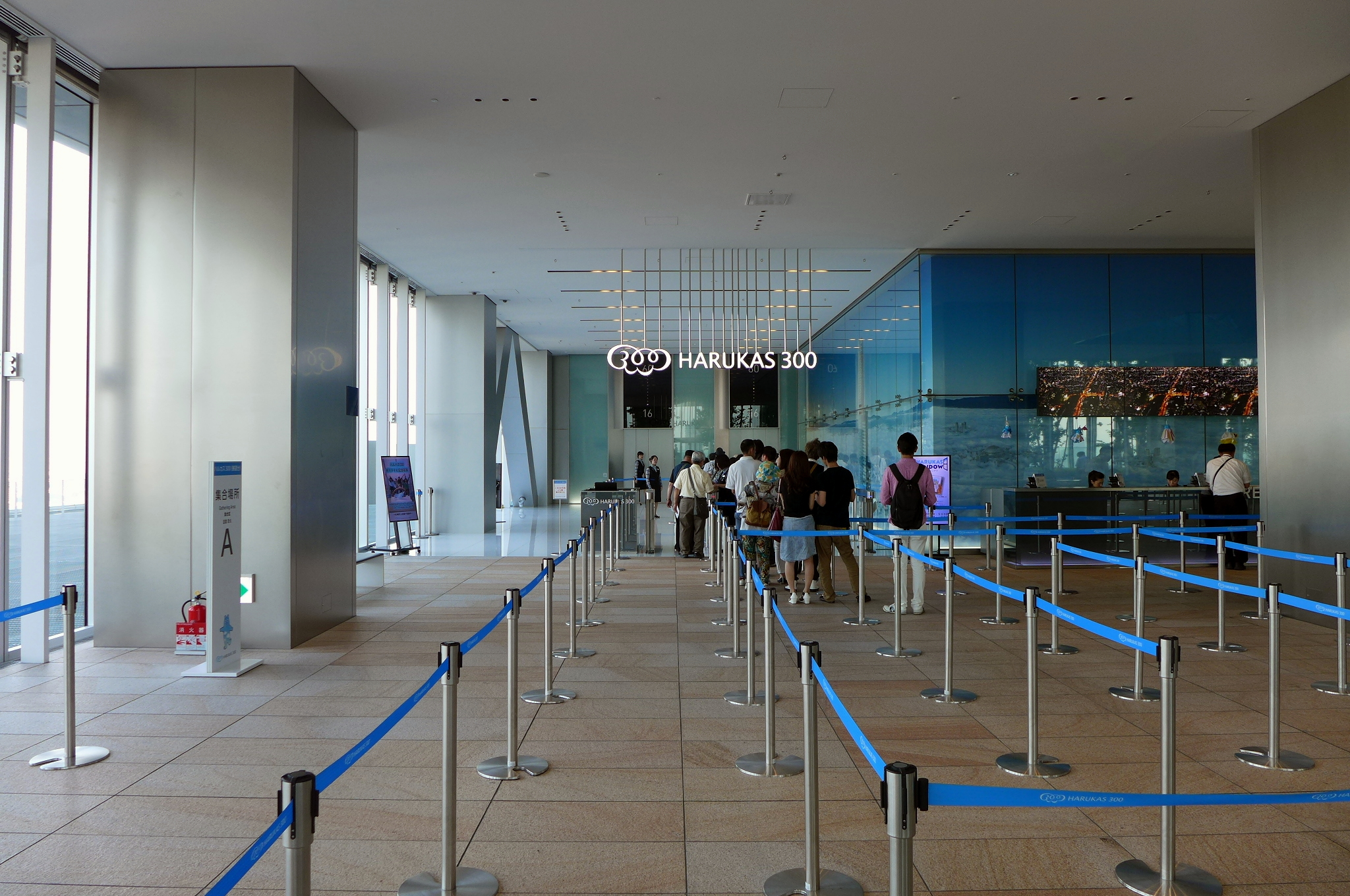
15階入口

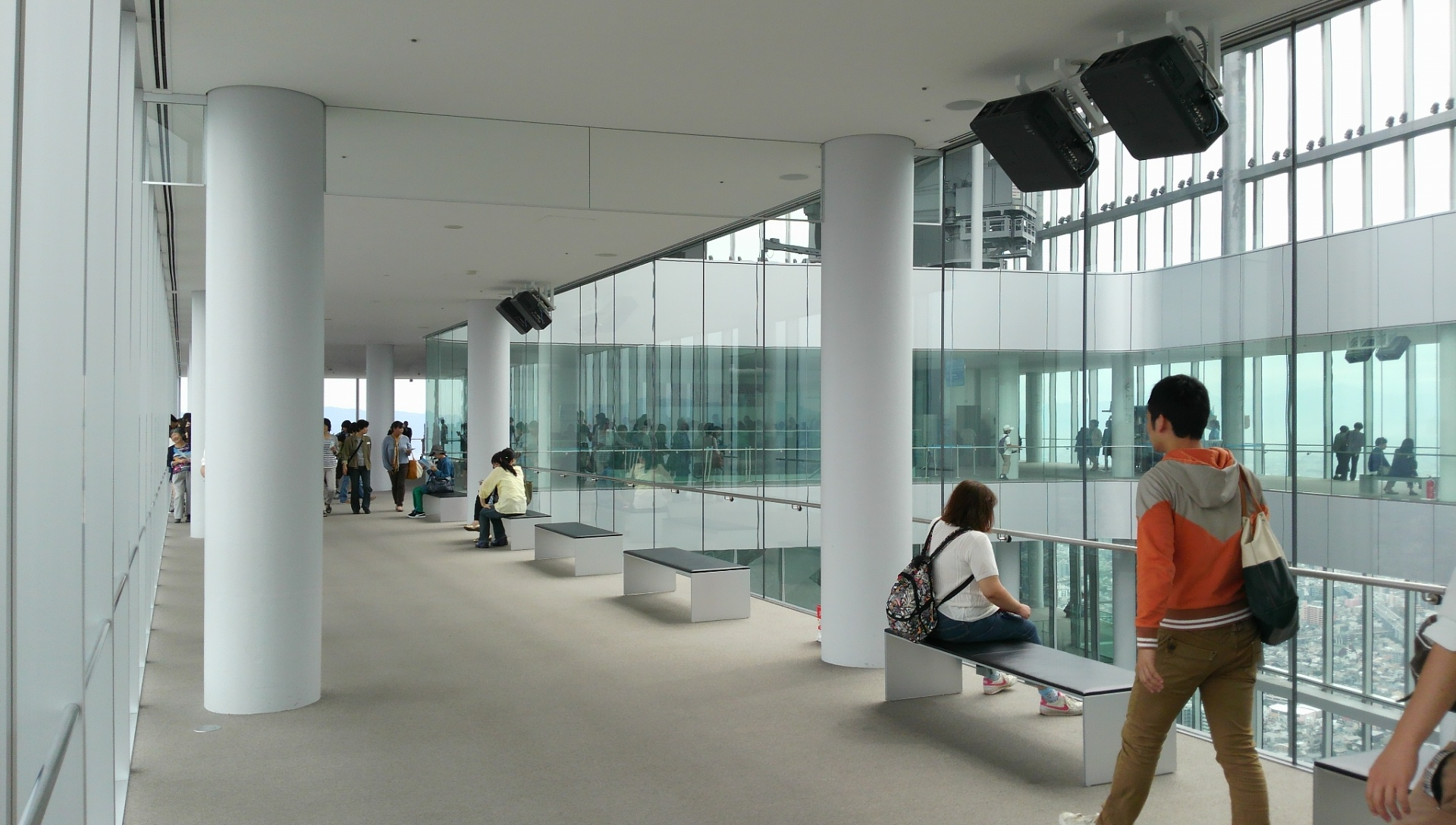
60階の内装

58階から60階までのフロアではいずれも、LIXILグループが開発したインターロック工法のガラスカーテンウオールで壁面を構成（総使用面積6,000平方メートル）。大阪平野全体や大阪湾の他、気候条件が良ければ、北方に京都から六甲山系や丹波高地や比叡山や比良山地、西方に神戸や神戸空港や明石海峡大橋から淡路島、東方に生駒山系や笠置山地、南方に金剛山系や関西国際空港や和泉山脈や紀伊山地、さらに空気が澄んでいればはるかに四国の山々（四国山地や讃岐山脈など）、中国山地、吉備高原、家島諸島や小豆島などの瀬戸内海の島々、鈴鹿山脈や布引山地や高見山地や台高山脈などを一望できる。また、58階の「天空庭園」以外のエリアでは冷暖房を完備。58階・59階・60階の間には、入場者が自由に移動できるようにエスカレーターを設けている。
58階には、三層吹き抜け構造の屋外広場「天空庭園」、「SKY GARDEN 300」、男女トイレを配置。「SKY GARDEN 300」では、「天空庭園」の一部にも座席を設けているほか、テイクアウトにも対応した飲食物（パインアメソフトクリームなど）を「天空庭園」内で飲食することを認めている。
59階には、前述の退場口に加えて、「あべのハルカス」に関するグッズを販売するショップ「SHOP HARUKAS 300」を設置。ビル内のトイレとしては日本一高い場所 (280m) にある東側の男女トイレには、東方の景色を一望できるように、壁面の一部にガラスカーテンウオールを使用している。なお、時間帯によっては、60階でも一部のグッズを小型ワゴンで販売することがある。

### SKY GARDEN 300

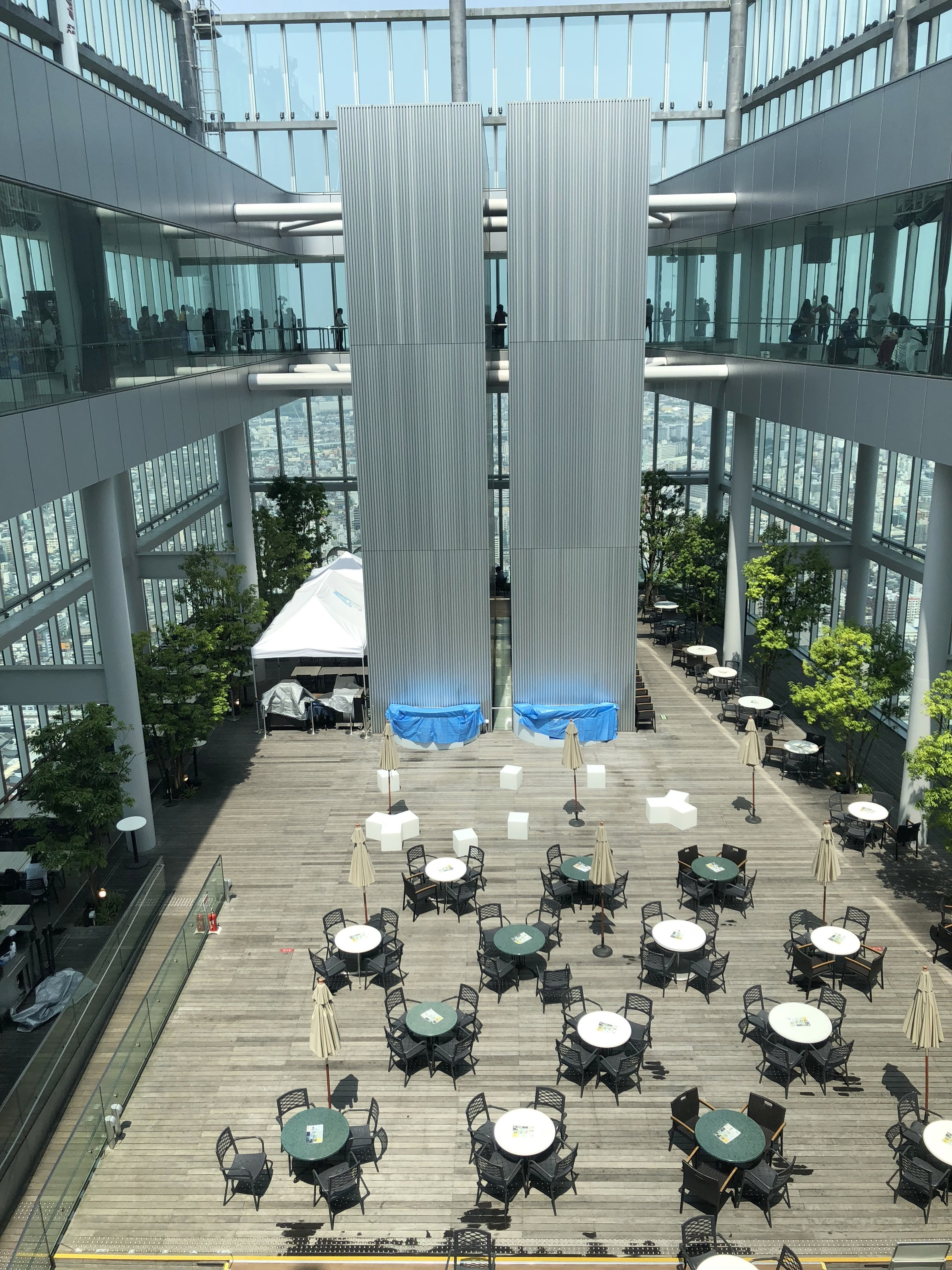
天上回廊から見た「SKY GARDEN 300」

「ハルカス300」では、いずれのフロアでも外部からの飲食物の持ち込みを禁じている。その一方で、58階で「SKY GARDEN 300」（カフェダイニングバー形式のレストラン）を営業しているため、58階から移動しない限り食事は可能である。
「SKY GARDEN 300」では、地元・近畿地方の食材を用いたメニューや、「パインアメソフトクリーム」（大阪市天王寺区に本社のあるパインとのコラボレーションによる世界で唯一のソフトクリーム）などを提供している。また、元日の一般営業では、時間帯・数量限定で甘酒を入場者に無料で振る舞っている。

### 天空庭園
「天空庭園」では、イベントの開催・テレビ番組の生中継に対応したウッドデッキを中央部へ設けるとともに、窓際に植栽や四季折々の花を配している。また、ウッドデッキと西側の窓の間には、人間が1人往来できる程度の隙間を挟んで、60階まで達する高さの柱状構造物を2本設置。4月下旬 - 5月中旬および7月下旬 - 8月上旬には、この隙間を縫う格好で太陽が大阪湾方面に沈む光景（ハルカスヘンジ）を、「ハルカス300」内の全フロアで鑑賞できる。
また、天候や季節に応じて、さまざまなイベントを開いてている。過去には、吉本新喜劇史上初めての「天空ライブ」や、「あべのハルカス近鉄本店」の福袋企画と連動した公開結婚式、「ウッドデッキ」をスクリーン代わりに利用した『HARUKAS 300 光と音のShow』の上演（夜間に1日3回のペースで4分間上演）などを実施した。
2015年からは、5月下旬から9月下旬までの期間限定で「ハルカス300ビアガーデン」を営業。また、従来は不定期で実施していた公開結婚式を、10月から「ハルカスウェディング」（展望台での挙式・都シティ 大阪天王寺（旧：天王寺都ホテル）での二次会・新郎新婦の大阪マリオット都ホテルのスイートルームへの宿泊などを組み込んだ事前予約式・50名まで列席可能の結婚式プラン）のメインイベントとして本格的に開催する。
2018年には、西側のツインタワー部分をモニターにして、大画面でテトリスがプレイできるイベント「PLAY! TETRIS TOWER」が開かれた。

### 天上回廊
60階は、フロア全体にガラスを配した屋内回廊「天上回廊」で構成。床部分の高さは約288m(287.6m) で、日本の屋内展望台では、東京スカイツリーに次いで2番目に高い。また、ビルにおける展望台としては、日本一の高さである。
なお、西側の窓際には、58階まで見通せる強化ガラス製の床を敷設。58階への吹き抜けに面する壁にもガラスカーテンウォールを入れているため、吹き抜けを通じてガラス越しに「天空庭園」の様子を一望できる。また、前述の「特別営業」では、フロアの一部に入場者限定の展望エリアを設けている。

### ヘリポート
地上300mにある屋上には、災害時・非常時に備えてヘリポートを設置している。また、北東と南西の角では、大阪市消防局が火災監視用の高所カメラを1台ずつ稼働。吹き抜けと接する中央部では、風向風速計発信器を通じて、日夜風を観測している。このため、オープン当初は原則として、ハルカス側の許可を受けた関係者にしか屋上への立ち入りを認めていなかった。
しかし、「ハルカス300」では2014年5月7日から、入場者への有料オプションサービスとして「ハルカス300ヘリポートツアー」を試験的に実施。当初は5月31日で終了する予定だったが、入場者からの評判が高いことなどから、6月1日以降も継続している。2015年9月20日から一時休止していたが、同年11月21日から再開した。
ヘリポートツアーは、悪天候時や非常時などを除いて、開場後から1日に数回開催。移動を含めて約30分間のツアーで、「ハルカス300」への入場料とは別に、参加料として一律500円を徴収している。1回につき先着順・最大30名単位で、原則として日没の直前まで実施。季節や天候によっては、日没後から20:00までの時間帯に「夜のヘリポートツアー」を催すこともある。また、基本として60階のインフォメーションカウンターで、参加当日に申し込みを受付。60階とヘリポートの間に傾斜の急な階段や段差があることから、参加者には年齢・健康状態・携行できる荷物などの制限や条件を課している。ヘリポートへの滞在時間は約15分間で、手持ちの撮影機器による写真撮影を条件付きで認めているほか、「ハルカス300」60階と同様の有料フォトサービスをヘリポート上で実施する。
なお、2015年9月から11月までのヘリポートツアーの休止期間中に、忍び返し、侵入防止ネット、階段手摺柵乗り越え防止ネットを設置。再開後は、申込時のツアー最低参加人数を2名に変更するとともに、参加者には注意事項を遵守する同意書の受領を義務付けるようになった。その一方で、再開前は特別営業時を除いて実施していなかった参加日・時間の予約受付を、近畿日本ツーリストグループの主要支店・営業所やJTBグループの大半の店舗限定で開始している。
2015年の元日早朝特別営業では、初日の出の出現が予想される時間帯に、「プレミアムコース」での入場者だけを対象にしたヘリポートツアーを開催。悪天候などを理由に主催者の判断でツアーを中止した場合には、「プレミアムコース」での入場者に対して、60階のインフォメーションセンターで当日中にツアー相当分の料金を払い戻すことになっていた。実際には、ヘリポート上でフォトサービスを実施しなかったものの、ツアー自体は予定どおり開催。その結果、ツアーの参加者は、ヘリポート上から初日の出を鑑賞できた。2016年以降も、同様のコースで早朝特別営業を実施している。

### EDGE THE HARUKAS

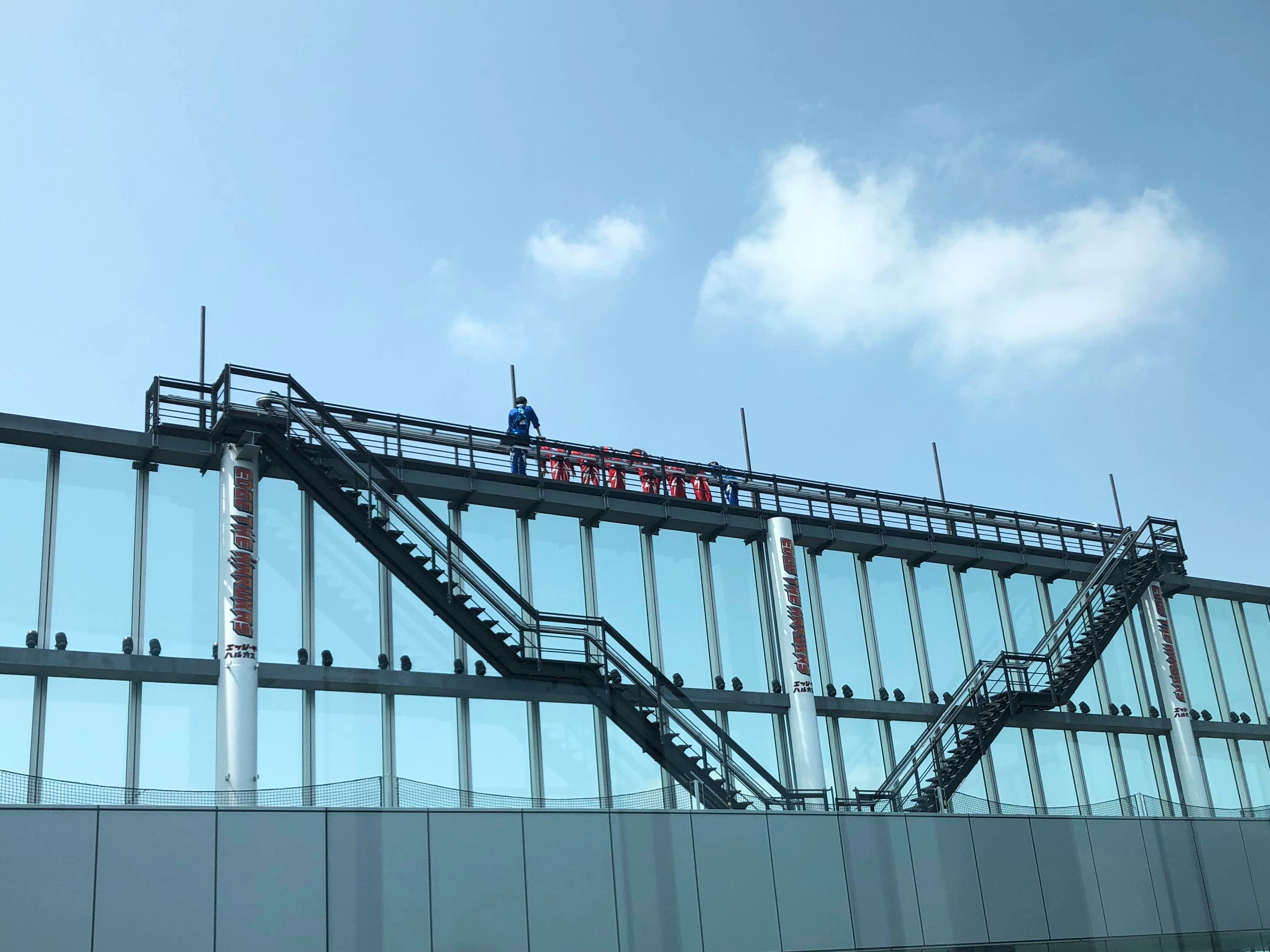
EDGE THE HARUKAS の参加者
（2018年6月）

2018年には、地上300mの最頂端部（ヘリポートの南西側）に、幅約60cm・全長20mの手すり付きデッキを逆三角形状に設置。「ハルカス300」のオープン4年目に当たる同年3月7日から、このデッキを、「EDGE THE HARUKAS(エッジ・ザ・ハルカス)」という有料のアトラクションに使用している。
「EDGE THE HARUKAS」では、衣服の上から専用のユニフォーム、ハーネス、安全ベルトを装着した上で、およそ7分間にわたってデッキの上を歩行。断崖絶壁さながらに、地上300mから真下を見下せるほか、同行するスタッフがデッキ上で参加者の記念写真を撮影する。1日に数回実施（荒天時には中止）。ハルカス300の入場料とは別に、参加料として一律1,000円を支払うことを条件に、1回につき5名まで参加できる。また、参加者には、フォトサービス（ヘリポートツアーではオプション扱い）を無料で提供。前述した記念写真に記載されるQRコードやURLからのダウンロードによって、当該写真のデジタル画像を入手できる。当初は10時から18時までの営業だったが、2018年7月14日からは21時までの夜間営業を開始した。ただし、低温の強風がデッキに吹き込む可能性が高い冬期（12月上旬 - 3月上旬）には営業を休止する。
その後も一時期休止していたが、あべのハルカス開業10周年を迎えた2024年3月20日から再度営業を再開した。但し、利用料が記念写真データ込みで税込3,000円に値上げされている。

### サービス
60階の南西角には、記念撮影用のフォトスポットを設けた上で、1枚1,200円のフォトサービスを随時実施。撮影機器（デジタルカメラやカメラ機能を内蔵した携帯電話・スマートフォン・タブレット）を持参している場合には、スタッフに撮影を依頼すれば、有料分の撮影に入る前にその機器で写真を1枚撮影する（無料）。有料分の写真については、撮影の直後に現像。利用者は、現像内容を確認した上で、写真の仕上がりに納得すれば購入できるようになっている。なお、購入を希望した場合には、撮影した写真を「あべのハルカス」のシルエットをかたどった立体台紙に無料で封入する。
60階のインフォメーションカウンターでは、希望者に対して、「HARUKAS WINDOW」（4種類のオリジナルアプリを内蔵したタブレット）を1時間500円で貸し出している。この端末では、実際の方位と連動させたマルチメディア型の解説アプリや、好天時や夜間に撮影した風景の動画を閲覧できるアプリなどを利用できる。

## 画像

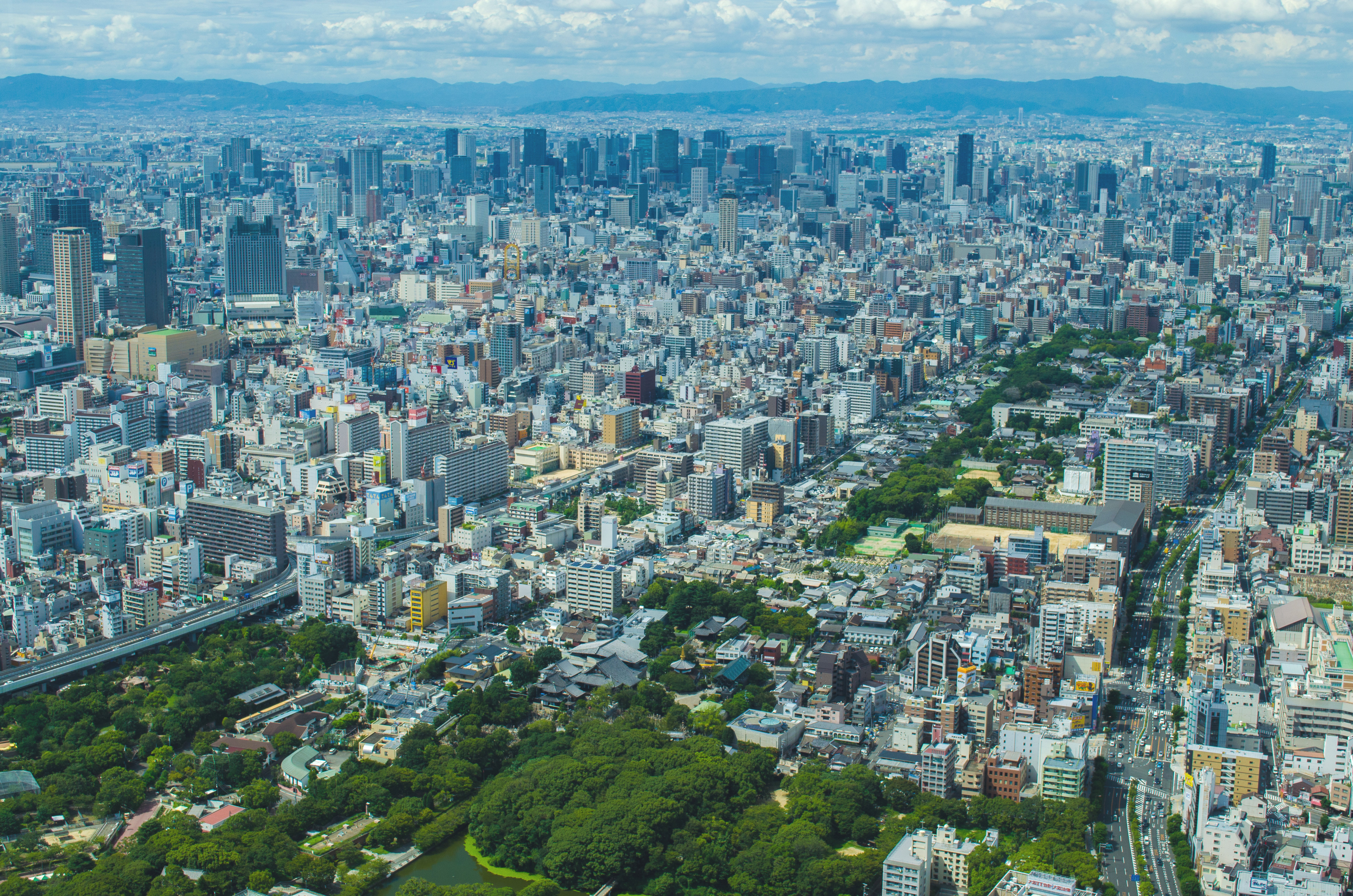
大阪都心部
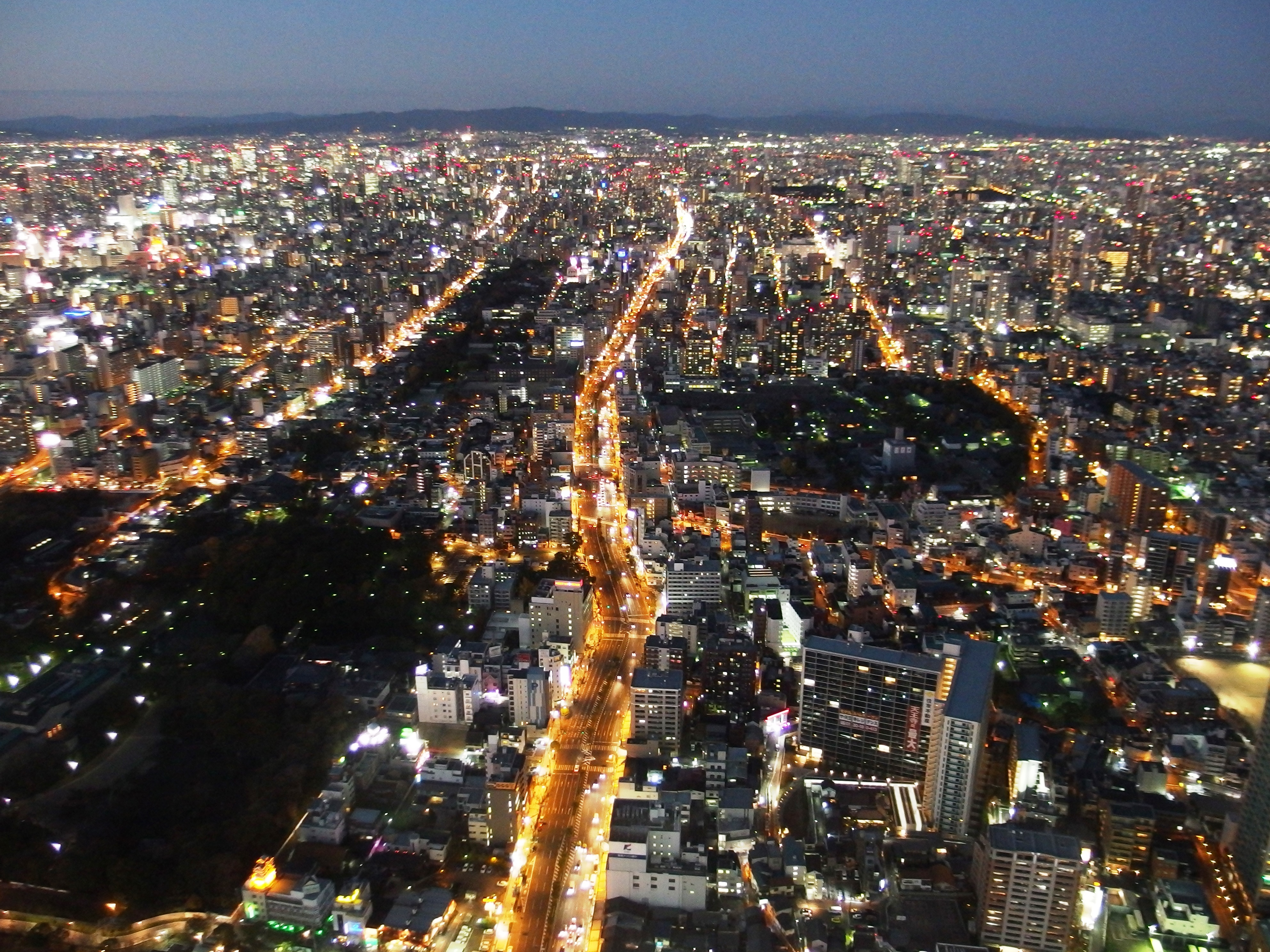
北方向の夜景
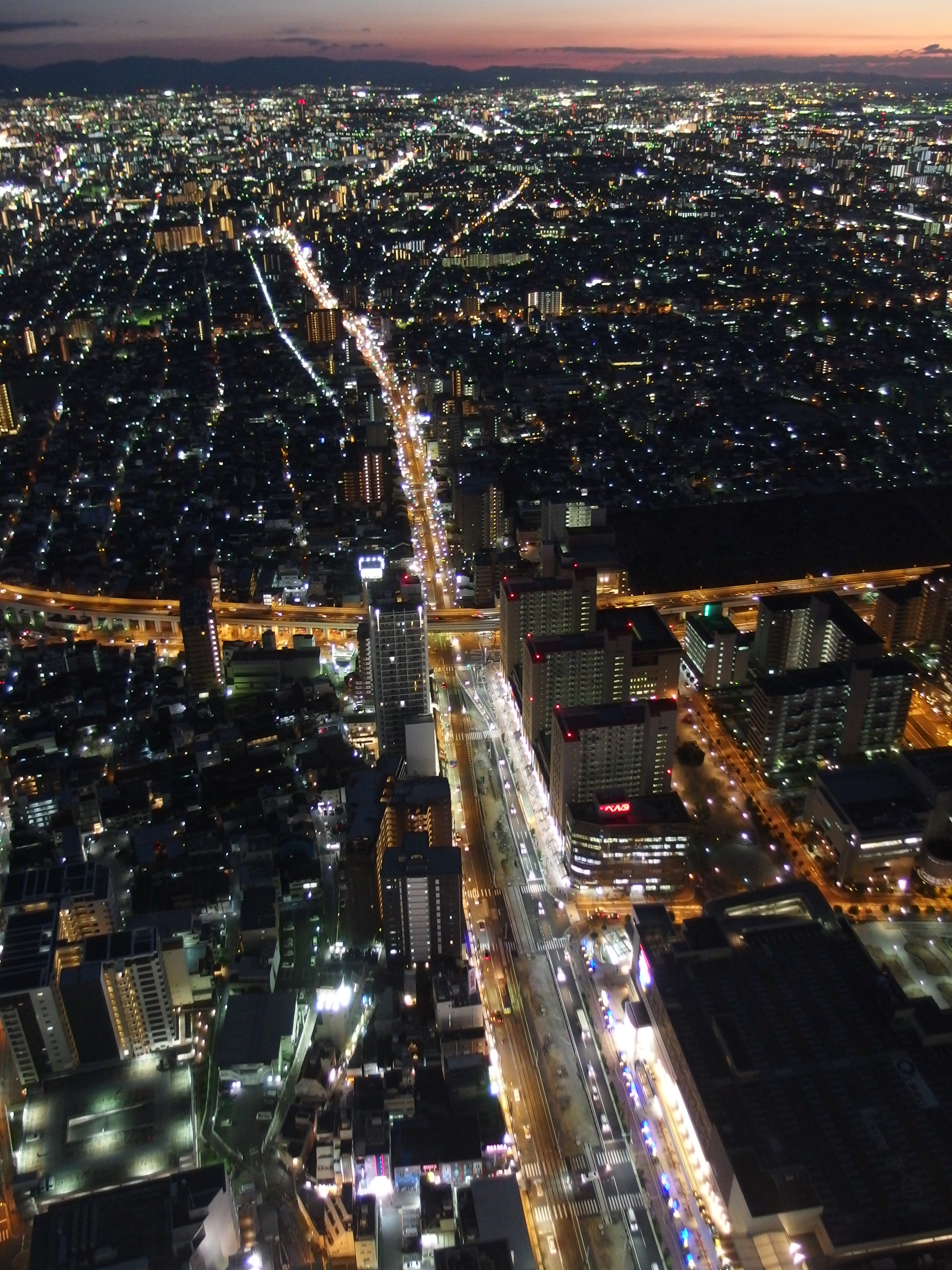
南方向の夜景
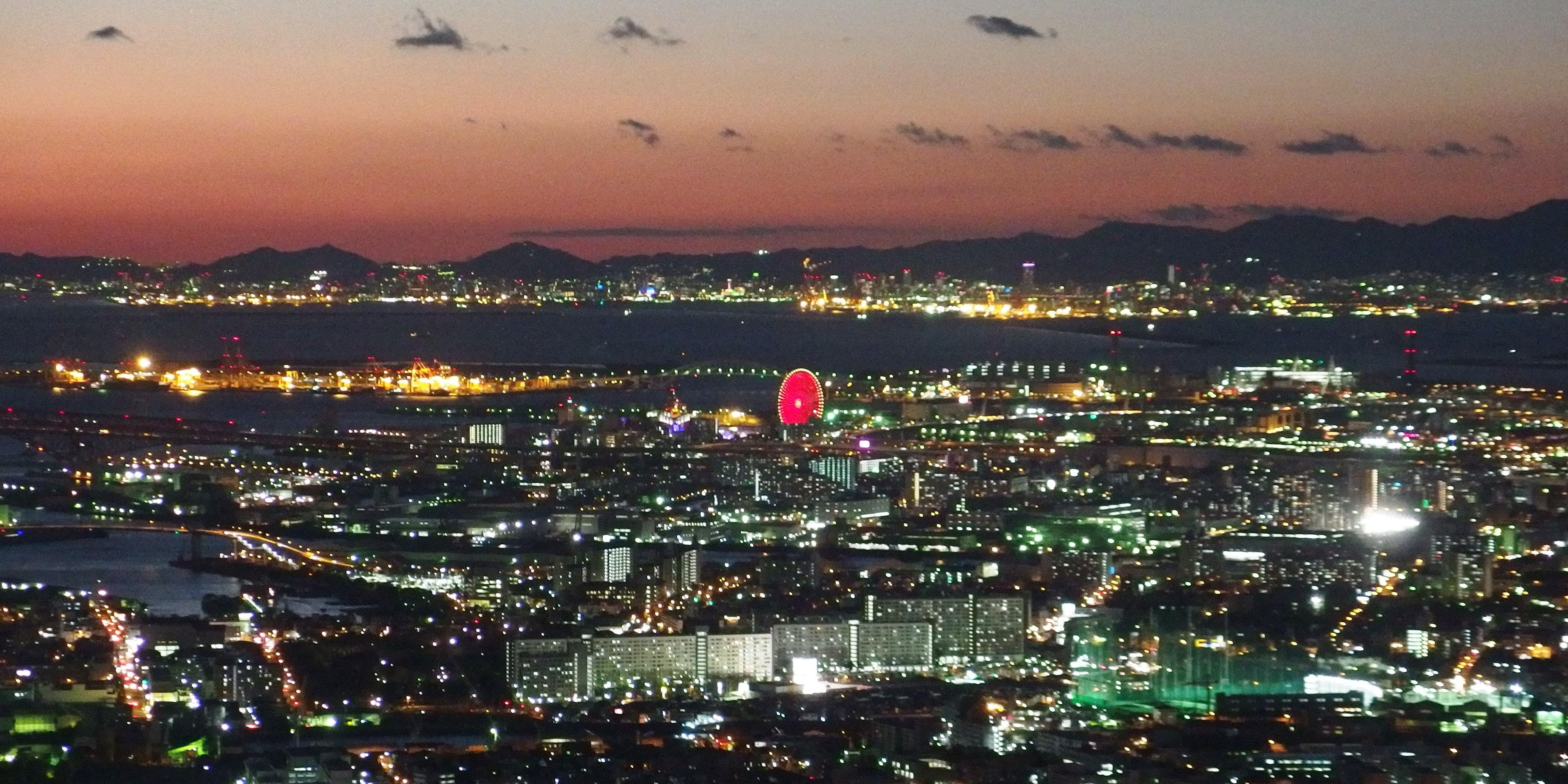
西方向の夜景
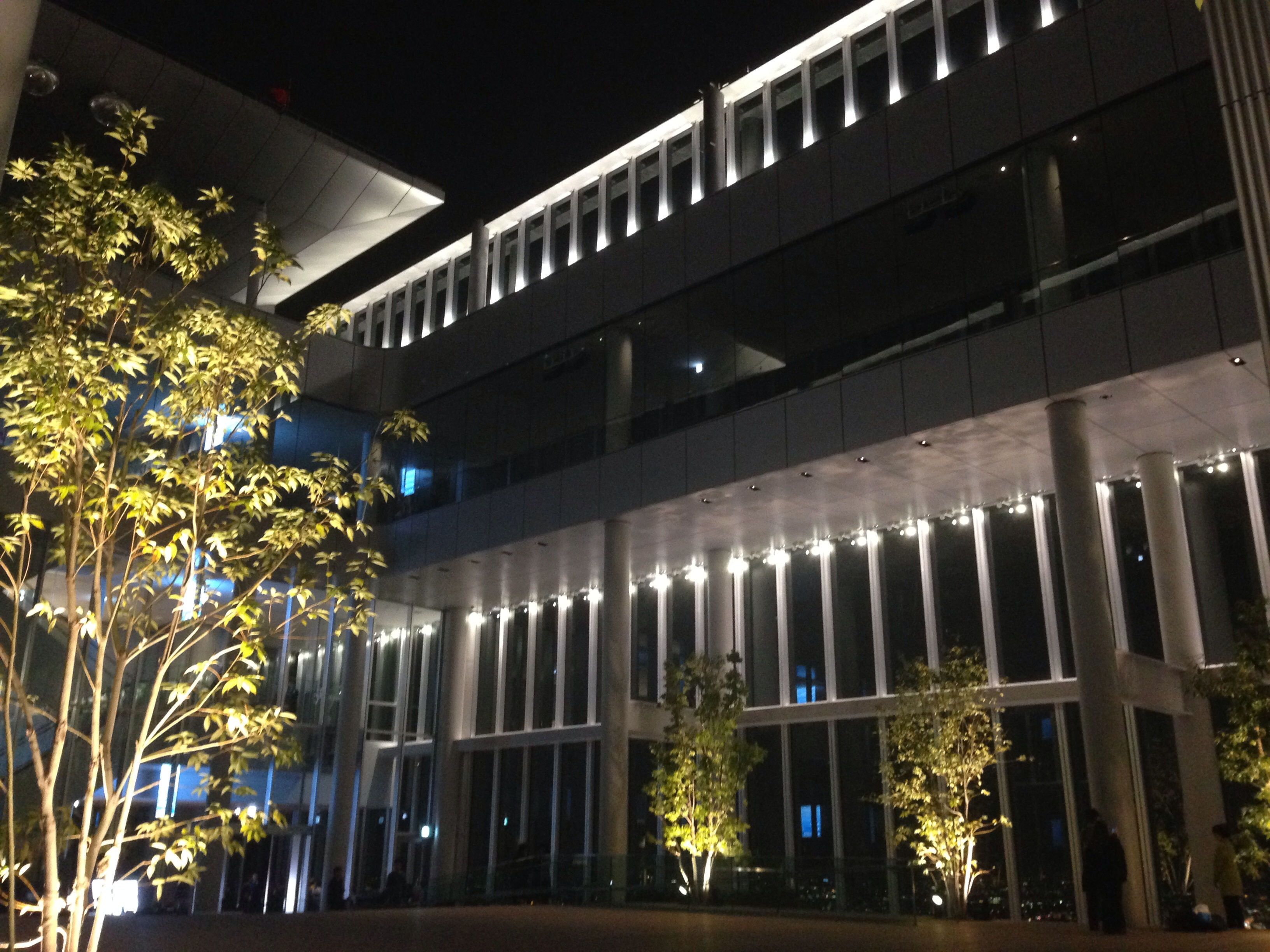
吹き抜け構造の58階屋外広場